# Volodimir Onisjtsjoek
Volodimir Onisjtsjoek (Ivano-Frankivsk, 21 juli 1991) is een Oekraïens schaker. Sinds 2012 is hij een grootmeester (GM). 

## Schaakcarrière
Onisjtsjoek werd geboren in 1991, in Ivano-Frankivsk, Oekraïne. Hij verkreeg de titel Internationaal Meester (IM) in 2005 en de titel grootmeester zeven jaar later.
Onisjtsjoek nam namens Oekraïne deel aan het Europees schaakkampioenschap voor jeugd en aan het Wereldkampioenschap schaken voor jeugd. Hij won drie medailles: goud in 2001 in Kallithea op het EK jeugd in de categorie tot 10 jaar, zilver in 2003 in Budva op het EK jeugd in de categorie tot 12 jaar, en zilver in 2006 in Batoemi op het WK jeugd in de categorie tot 16 jaar. In 2006 won Onisjtsjoek in Kyiv het Nabokov Memorial toernooi en in Ağrı met het team van Oekraïne de Schaakolympiade voor spelers tot 16 jaar.
In 2007 won hij een schaaktoernooi in Kharkiv. In 2008 werd hij gedeeld eerste in Warschau op het Najdorf Memorial. In 2015 werd Onisjtsjoek gedeeld eerste met Li Chao op het Cappelle-la-Grande Open en won hij het Metz Open. 
In mei 2015 was zijn Elo-rating 2669.
In augustus 2017 won Onisjtsjoek in Riga het Open "A" toernooi van de Technische Universiteit Riga.
Op de in 2022 gehouden 44e Schaakolympiade ontving hij een individuele bronzen medaille voor zijn score spelend aan het reservebord. 

## Externe koppelingen
- (en)   Informatie over schaakpartijen van Volodimir Onisjtsjoek op ChessGames.com
- (en)   Informatie over schaakpartijen van Volodimir Onisjtsjoek op 365chess.com
- (en)  FIDE-ratinggegevens voor Volodimir Onisjtsjoek